# Masahiko Ichikawa
Pour les articles homonymes, voir Ichikawa (homonymie).
Masahiko Ichikawa (市川 雅彦, Ichikawa Masahiko) est un footballeur japonais né le 17 septembre 1985. Il est attaquant.

## Biographie
Masahiko Ichikawa commence sa carrière professionnelle à l'Omiya Ardija. En 2011, il est prêté au Tokyo Verdy, club de J-League 2, afin de gagner du temps de jeu. En décembre 2012, son contrat n'est pas renouvelé. 